# خشونت ساختاری
خشونت ساختاری (انگلیسی: Structural violence) خشونت ساختاری اصطلاحی است که یوهان گالتونگ، در مقاله «خشونت، صلح، و تحقیقات صلح» در (۱۹۶۹) آن را معرفی کرد؛ و به شکلی از خشونت در ساختارها یا نهاد اجتماعی اشاره می‌کند که با جلوگیری از دسترسی مردم به نیازهای اساسی‌شان ممکن اسب به آنها آسیب برساند. نهادینه کردن تعصب و تبعیض سیستماتیک در برابر جوانان، تبعیض سنی، تبعیض طبقاتی، نخبه گرایی، قوم‌مداری، ملی‌گرایی قومی، گونه‌پرستی، نژادپرستی و تبعیض جنسیتی چند نمونه از خشونت‌های ساختاری هستند که توسط گالتونگ معرفی شده‌است.

## اجتناب از خشونت ساختاری
گالتونگ، جدا از ارائه یک تصویر فیزیکی از خشونت ساختاری، آن را اختلالی در نیازهای اساسی بشر می‌داند که قابل پیشگیری و همچنین قابل اجتناب است، خشونت ساختاری همچنین علت اصلی مرگ زودرس یا معلولیت‌های قابل اجتناب است.از آنجایی که خشونت ساختاری تأثیرات متفاوتی بر مردم در ساختارهای مختلف اجتماعی می‌گذارد، در نتیجه با خشونت اجتماعی و بی عدالتی اجتماعی نزدیکی دارد. خشونت ساختاری و خشونت مستقیم به شدت سرخود عمل می‌کنند مانند خشونت خانوادگی، خشونت جنسی، جنایات حاکی از تنفر، خشونت نژادی، وحشیگری پلیس، خشونت دولتی، تروریسم و جنگ از آن جمله‌اند.

## خشونت فرهنگی
«خشونت‌های فرهنگی» به جنبه‌هایی از فرهنگ اشاره می‌کند که می‌تواند برای توجیه یا مشروعیت خشونت مستقیم یا ساختاری استفاده شود و ممکن است از دین و ایدئولوژی، زبان و هنر، علم تجربی و علم رسمی استفاده شود.
براساس فرضیه گالتونگ، به نظر می‌رسید که خشونت فرهنگی باعث خشونت‌های مستقیم یا ساختاری شوند یا احساس می‌شود این خشونت «درست بوده» یا حداقل اشتباه نیستند. اما مطالعه خشونت‌های فرهنگی، نشان داده شیوه رفتار خشونت مستقیم در واقع باعث می‌شود به خشونت ساختاری مشروعیت داده شود و در نتیجه این خشونت در جامعه قابل قبول می‌شود.